# Дебулень
Дебулень, Дебулені (рум. Dăbuleni) — місто у повіті Долж в Румунії. Адміністративно місту також підпорядковане село Кіашу.
Місто розташоване на відстані 175 км на південний захід від Бухареста, 62 км на південь від Крайови.

## Населення
За даними перепису населення 2002 року у місті проживали 13 888 осіб.
Національний склад населення міста:
| Національність | Кількість осіб | Відсоток |
| -------------- | -------------- | -------- |
| румуни         | 13714          | 98,7%    |
| цигани         | 169            | 1,2%     |
| угорці         | 4              | < 0,1%   |
| німці          | 1              | < 0,1%   |

Рідною мовою назвали:
| Мова      | Кількість осіб | Відсоток |
| --------- | -------------- | -------- |
| румунська | 13831          | 99,6%    |
| циганська | 52             | 0,4%     |
| угорська  | 4              | < 0,1%   |
| німецька  | 1              | < 0,1%   |

Склад населення міста за віросповіданням:
| Релігія            | Кількість осіб | Відсоток |
| ------------------ | -------------- | -------- |
| православні        | 13809          | 99,4%    |
| п'ятдесятники      | 39             | 0,3%     |
| адвентисти         | 20             | 0,1%     |
| бретрени           | 7              | 0,1%     |
| баптисти           | 6              | < 0,1%   |
| римо-католики      | 2              | < 0,1%   |
| реформати          | 2              | < 0,1%   |
| старообрядці       | 1              | < 0,1%   |
| не вказали релігію | 2              | < 0,1%   |

## Зовнішні посилання
- Дані про місто Дебулень на сайті Ghidul Primăriilor [Архівовано 9 вересня 2012 у Wayback Machine.]